# ام‌وی فدرا
ام‌وی فدرا (به انگلیسی: MV Fedra) یک کشتی بود که طول آن ۷۳۷٫۷ فوت (۲۲۴٫۸۵ متر) بود. این کشتی در سال ۱۹۸۴ ساخته شد.